# Lapedona
Lapedona är en ort och kommun i provinsen Fermo i regionen Marche i Italien. Kommunen hade 1 176 invånare (2018).